# 발산 (벡터)
벡터 미적분학에서 발산(發散) 또는 다이버전스(Divergence)는 벡터장이 정의된 공간의 한 점에서의 장이 퍼져 나오는지, 아니면 모여서 없어지는지의 정도를 측정하는 연산자이다. 예를 들어 마개를 열어 물이 빠지고 있는 욕조 안의 물의 각 지점에서의 물의 속도로 주어지는 벡터장의 경우, 물이 빠지는 마개가 있는 지점의 다이버전스 값은 음이 된다. (이때 물이 빠지는 하수구 방향의 속도는 생각지 않고 물이 마개지점에서 사라진다고 생각하자.) 그리고 그 이외의 지점에서의 발산 값은 물이 갑자기 생기거나 없어지지 않으므로 0이 된다.

## 정의
다이버전스는 부피에 비해 작은 영역의 표면을 지나는 벡터장의 순흐름이다. 닫힌 평면의 면적분은 밖으로 빠져나오는 벡터 플럭스(flux)의 합을 나타낸다. 즉,
{\displaystyle \operatorname {div} \,\mathbf {F} =\lim _{V\rightarrow 0}\iint _{S(V)}{\mathbf {F} \cdot \mathbf {n}  \over V}\;dS}
여기서 {\displaystyle V}는 R3에서 점 p를 포함하는 임의의 부피가 되고, {\displaystyle S(V)}는 주어진 부피의 표면적이 된다.

### 직교좌표계에서의 응용
x, y, z 가 3차원 유클리드 공간을 나타내는 직교좌표계라 하고, i, j, k를 각각에 해당하는 단위벡터라고 하자.
연속이고 미분가능한 벡터장이
F = Fx i + Fy j + Fz k
으로 정의되어 있을 때, 벡터장의 발산은 각 지점에서 다음과 같은 스칼라 값을 갖는 스칼라 함수가 된다.
{\displaystyle \operatorname {div} \,\mathbf {F} ={\frac {\partial F_{x}}{\partial x}}+{\frac {\partial F_{y}}{\partial y}}+{\frac {\partial F_{z}}{\partial z}}}
발산은 또한 {\displaystyle {\boldsymbol {\nabla }}\cdot \mathbf {F} }으로 많이 쓰고, 나블라 연산자(혹은 델 연산자, {\displaystyle {\boldsymbol {\nabla }}})와 벡터장 사이의 도트는 벡터 간의 내적을 연상시키기 때문에 {\displaystyle {\boldsymbol {\nabla }}}를 하나의 벡터로 보고 각 성분을 좌표의 편미분으로 생각하면 정의와 부합한다.

## 같이 보기
- 발산 정리(divergence theorem)